# Manfred Urbas
Manfred Karol Urbas (ur. 4 marca 1938 r. w Raciborzu) – polski piłkarz, wychowanek i współautor największych dokonań Unii Racibórz.
Jest obok Mariana Norkowskiego rekordzistą w liczbie posiadanych tytułów króla strzelców w polskiej II lidze. Tytuł ten zdobywał trzykrotnie w barwach Unii Racibórz (w latach 1958, 1959 oraz 1960) i jako jedyny trzy razy z rzędu. Wraz z Unią, jeszcze jako junior dwukrotnie zdobył tytuł mistrza Polski juniorów (lata 1954 i 1956). W jej seniorskim składzie występował w czasach największych osiągnięć klubu, również wtedy, gdy zagościł on w I lidze. Później został zawodnikiem także pierwszoligowej Odry Opole. Grał w młodzieżowej kadrze narodowej oraz w reprezentacji opolszczyzny.